# Kevin Goden
Kevin Goden (* 22. Februar 1999 in Bonn) ist ein deutscher Fußballspieler. Der rechte Außenbahnspieler steht bei Alemannia Aachen unter Vertrag.

## Karriere

### Vereine
Goden wechselte als Zehnjähriger vom 1. SF Brüser Berg zum 1. FC Köln. Dort durchlief er die Jugendmannschaften und wurde im September 2017 zweimal für Kölns zweite Mannschaft in der Regionalliga West eingesetzt. Zur Spielzeit 2018/19 wechselte Goden zum 1. FC Nürnberg. Am 1. September 2018 debütierte er beim 1:1 gegen den 1. FSV Mainz 05 in der Bundesliga, als er in der 88. Minute für Alexander Fuchs eingewechselt wurde. Anfang September 2019 wurde Goden bis Saisonende an den Drittligisten Eintracht Braunschweig verliehen und stieg mit ihm in die 2. Bundesliga auf. Nach seiner Rückkehr nach Nürnberg kam er noch fünfmal für die Regionalliga-Mannschaft zum Einsatz, ehe er zur Saison 2021/22 zum TSV 1860 München wechselte. In der Saison 2022/23 lief er für die zweite Mannschaft des TSV 1860 in der Bayernliga Süd auf.
Im Januar 2023 einigten sich Goden und der TSV 1860 auf die Auflösung des laufenden Vertrages. Goden schloss sich daraufhin dem Regionalligisten 1. FC Düren an. Nach 14 Toren in 26 Ligaspielen wechselte er Anfang Januar 2024 zum Drittligisten SV Waldhof Mannheim. Im Sommer 2024 wechselte er zu Alemannia Aachen.

### Nationalmannschaft
Goden absolvierte am 25. April 2018 beim 2:2 im Freundschaftsspiel gegen Dänemark ein Spiel für die deutsche U19-Nationalmannschaft.

## Erfolge
Eintracht Braunschweig
- Aufstieg in die 2. Bundesliga: 2020